# خانه حاج علی بزاز
خانه حاج علی بزاز مربوط به دوره قاجار است و در بناب، خیابان شیهد بهشتی، کوچه باقری بنابی واقع شده و این اثر در تاریخ ۱۰ بهمن ۱۳۸۳ با شمارهٔ ثبت ۱۱۳۷۶ به‌عنوان یکی از آثار ملی ایران به ثبت رسیده است.